# Trioza kiefferi
Trioza kiefferi är en insektsart som beskrevs av Alfred Giard 1902. Trioza kiefferi ingår i släktet Trioza och familjen spetsbladloppor. Inga underarter finns listade i Catalogue of Life.